# Za Hung
Za Hung is een xã in het district Đông Giang, een van de districten in de Vietnamese provincie Quảng Nam.
Za Hung heeft ruim 900 inwoners op een oppervlakte van 26,96 km². De A Vương stroomt door Za Hung.